# Premier League (2025/2026)
Ten artykuł dotyczy przyszłego wydarzenia sportowego. Informacje w nim zawarte zmienią się w przyszłości.
Sezon 2025/2026 Premier League – 34. edycja tych rozgrywek od czasu założenia w 1992 roku.
Sezon rozpoczął się 15 sierpnia 2025 roku, a zakończy się 24 maja 2026 roku. W rywalizacji weźmie udział 20 zespołów, w tym obrońca tytułu – Liverpool F.C. oraz trzy zespoły, które awansowały z Championship w poprzednim sezonie: Leeds United, Burnley i Sunderland (zwycięzca baraży).

## Drużyny
| Uczestnicy poprzedniej edycji                                                                                 | Uczestnicy poprzedniej edycji | Uczestnicy poprzedniej edycji | Uczestnicy poprzedniej edycji |
| --- | ----------------------------- | ----------------------------- | ----------------------------- |
| LFC | Liverpool                     | 1                             |                               |
| ARS | Arsenal                       | 2                             |                               |
| MNC | Manchester City               | 3                             |                               |
| CHE | Chelsea                       | 4                             |                               |
| NEW | Newcastle United              | 5                             |                               |
| AST | Aston Villa                   | 6                             |                               |
| NTF | Nottingham Forest             | 7                             |                               |
| B&H | Brighton & Hove Albion        | 8                             |                               |
| BOU | Bournemouth                   | 9                             |                               |
| BRE | Brentford                     | 10                            |                               |
| FUL | Fulham                        | 11                            |                               |
| CRY | Crystal Palace                | 12                            |                               |
| EVE | Everton                       | 13                            |                               |
| WHU | West Ham United               | 14                            |                               |
| MNU | Manchester United             | 15                            |                               |
| WOL | Wolverhampton Wanderers       | 16                            |                               |
| TOT | Tottenham Hotspur             | 17                            |                               |
| Awans z EFL Championship 2024/2025                                                                            |                               |                               |                               |
| LEE | Leeds United                  | 1                             |                               |
| BUR | Burnley                       | 2                             |                               |
| po barażach                                                                                                   |                               |                               |                               |
| SUN | Sunderland                    | 4                             |                               |
| Oznaczenia: - kolumna pierwsza – skróty nazw drużyn, - kolumna trzecia – miejsce zajęte w poprzednim sezonie. |                               |                               |                               |

## Stadiony i lokalizacje
|  | Miasto              | Stadion                     | Klub                    | Pojemność | Zdjęcie |
|  | ------------------- | --------------------------- | ----------------------- | --------- | ------- |
|  | Manchester          | Old Trafford                | Manchester United       | 74 310    |         |
|  | Londyn              | Tottenham Hotspur Stadium   | Tottenham Hotspur       | 62 850    |         |
|  | Londyn              | London Stadium              | West Ham United         | 62 500    |         |
|  | Liverpool           | Anfield                     | Liverpool               | 61 276    |         |
|  | Londyn              | Emirates Stadium            | Arsenal                 | 60 704    |         |
|  | Manchester          | City of Manchester Stadium  | Manchester City         | 53 400    |         |
|  | Newcastle upon Tyne | St James’ Park              | Newcastle United        | 52 305    |         |
|  | Sunderland          | Stadium of Light            | Sunderland A.F.C.       | 49 000    |         |
|  | Birmingham          | Villa Park                  | Aston Villa             | 42 657    |         |
|  | Londyn              | Stamford Bridge             | Chelsea                 | 40 343    |         |
|  | Liverpool           | Goodison Park               | Everton                 | 39 414    |         |
|  | Leeds               | Elland Road                 | Leeds United            | 37 890    |         |
|  | Brighton            | Falmer Stadium              | Brighton & Hove Albion  | 31 800    |         |
|  | Wolverhampton       | Molineux Stadium            | Wolverhampton Wanderers | 31 750    |         |
|  | West Bridgford      | City Ground                 | Nottingham Forest       | 30 332    |         |
|  | Londyn              | Selhurst Park               | Crystal Palace          | 25 486    |         |
|  | Londyn              | Craven Cottage              | Fulham                  | 22 384    |         |
|  | Burnley             | Turf Moor                   | Burnley F.C.            | 21 401    |         |
|  | Londyn              | Brentford Community Stadium | Brentford               | 17 250    |         |
|  | Bournemouth         | Dean Court                  | Bournemouth             | 11 364    |         |

## Trenerzy, kapitanowie i sponsorzy
| Zespół                  | Trener              | Kapitan            | Sponsor techniczny | Sponsor strategiczny |
| ----------------------- | ------------------- | ------------------ | ------------------ | -------------------- |
| Arsenal                 | Mikel Arteta        | Martin Ødegaard    | Adidas             | Emirates             |
| Aston Villa             | Unai Emery          | John McGinn        | Adidas             | Betano               |
| Bournemouth             | Andoni Iraola       | Adam Smith         | Umbro              | Las Vegas            |
| Brentford               | wakat               | Christian Nørgaard | Joma               | Hollywoodbets        |
| Brighton & Hove Albion  | Fabian Hürzeler     | Lewis Dunk         | Nike               | American Express     |
| Burnley                 | Scott Parker        | Josh Brownhill     | Castore            | -                    |
| Chelsea                 | Enzo Maresca        | Reece James        | Nike               | -                    |
| Crystal Palace          | Oliver Glasner      | Marc Guéhi         | Macron             | NET88                |
| Everton                 | David Moyes         | -                  | Castore            | -                    |
| Fulham                  | Marco Silva         | -                  | Adidas             | -                    |
| Leeds United            | Daniel Farke        | Ethan Ampadu       | Adidas             | Red Bull             |
| Liverpool               | Arne Slot           | Virgil van Dijk    | Adidas             | Standard Chartered   |
| Manchester City         | Pep Guardiola       | Bernardo Silva     | Puma               | Etihad Airways       |
| Manchester United       | Ruben Amorim        | Bruno Fernandes    | Adidas             | Qualcomm Snapdragon  |
| Newcastle United        | Eddie Howe          | Bruno Guimarães    | Adidas             | Sela                 |
| Nottingham Forest       | Nuno Espirito Santo | Ryan Yates         | Adidas             | -                    |
| Sunderland              | Régis Le Bris       | Dan Neil           | Hummel             | -                    |
| Tottenham Hotspur       | Thomas Frank        | Son Heung-min      | Nike               | AIA                  |
| West Ham United         | Graham Potter       | Jarrod Bowen       | Umbro              | Betway               |
| Wolverhampton Wanderers | Vítor Pereira       | -                  | Sudu               | -                    |

| Oznaczenia: - Jako sponsora technicznego należy rozumieć firmę, która dostarcza danemu klubowi sprzęt niezbędny do gry - Jako sponsora strategicznego należy rozumieć firmę, która reklamuje się na klatce piersiowej koszulki meczowej |

### Zmiany trenerów
| Klub              | Były trener      | Data odejścia   | Powód                             | Nowy trener  | Data zatrudnienia |
| ----------------- | ---------------- | --------------- | --------------------------------- | ------------ | ----------------- |
| Przed sezonem     |                  |                 |                                   |              |                   |
| Tottenham Hotspur | Ange Postecoglou | 6 czerwca 2025  | Zwolnienie za porozumieniem stron | Thomas Frank | 12 czerwca 2025   |
| Brentford         | Thomas Frank     | 12 czerwca 2025 | Podpisany przez Tottenham Hotspur |              |                   |

## Rozgrywki

### Tabela ligowa
| Lp. | Drużyna                 | M | Z | R | P | B+ | B– | +/– | Pkt | Kwalifikacja lub spadek                |
| --- | ----------------------- | - | - | - | - | -- | -- | --- | --- | -------------------------------------- |
| 1   | Manchester City         | 1 | 1 | 0 | 0 | 4  | 0  | +4  | 3   | Liga Mistrzów UEFA • Faza ligowa       |
| 2   | Sunderland              | 1 | 1 | 0 | 0 | 3  | 0  | +3  | 3   | Liga Mistrzów UEFA • Faza ligowa       |
| 3   | Tottenham Hotspur       | 1 | 1 | 0 | 0 | 3  | 0  | +3  | 3   | Liga Mistrzów UEFA • Faza ligowa       |
| 4   | Liverpool               | 1 | 1 | 0 | 0 | 4  | 2  | +2  | 3   | Liga Mistrzów UEFA • Faza ligowa       |
| 5   | Nottingham Forest       | 1 | 1 | 0 | 0 | 3  | 1  | +2  | 3   | Liga Europy UEFA • Faza ligowa         |
| 6   | Arsenal                 | 1 | 1 | 0 | 0 | 1  | 0  | +1  | 3   | Liga Konferencji UEFA • Runda play-off |
| 7   | Leeds United            | 1 | 1 | 0 | 0 | 1  | 0  | +1  | 3   |                                        |
| 8   | Brighton & Hove Albion  | 1 | 0 | 1 | 0 | 1  | 1  | 0   | 1   |                                        |
| 9   | Fulham                  | 1 | 0 | 1 | 0 | 1  | 1  | 0   | 1   |                                        |
| 10  | Aston Villa             | 1 | 0 | 1 | 0 | 0  | 0  | 0   | 1   |                                        |
| 11  | Chelsea                 | 1 | 0 | 1 | 0 | 0  | 0  | 0   | 1   |                                        |
| 12  | Crystal Palace          | 1 | 0 | 1 | 0 | 0  | 0  | 0   | 1   |                                        |
| 13  | Newcastle United        | 1 | 0 | 1 | 0 | 0  | 0  | 0   | 1   |                                        |
| 14  | Everton                 | 1 | 0 | 0 | 1 | 0  | 1  | −1  | 0   |                                        |
| 15  | Manchester United       | 1 | 0 | 0 | 1 | 0  | 1  | −1  | 0   |                                        |
| 16  | Bournemouth             | 1 | 0 | 0 | 1 | 2  | 4  | −2  | 0   |                                        |
| 17  | Brentford               | 1 | 0 | 0 | 1 | 1  | 3  | −2  | 0   |                                        |
| 18  | Burnley                 | 1 | 0 | 0 | 1 | 0  | 3  | −3  | 0   | Spadek do EFL Championship             |
| 19  | West Ham United         | 1 | 0 | 0 | 1 | 0  | 3  | −3  | 0   | Spadek do EFL Championship             |
| 20  | Wolverhampton Wanderers | 1 | 0 | 0 | 1 | 0  | 4  | −4  | 0   | Spadek do EFL Championship             |

### Wyniki
| Gospodarz \ Gość        | ARS | AVL | BOU | BRE | BHA | BUR | CHE | CRY | EVE | FUL | LEE | LIV | MCI | MUN | NEW | NFO | SUN | TOT | WHU | WOL |
| ----------------------- | --- | --- | --- | --- | --- | --- | --- | --- | --- | --- | --- | --- | --- | --- | --- | --- | --- | --- | --- | --- |
| Arsenal                 | —   |     |     |     |     |     |     |     |     |     |     |     |     |     |     |     |     |     |     |     |
| Aston Villa             |     | —   |     |     |     |     |     |     |     |     |     |     |     |     | 0–0 |     |     |     |     |     |
| Bournemouth             |     |     | —   |     |     |     |     |     |     |     |     |     |     |     |     |     |     |     |     |     |
| Brentford               |     |     |     | —   |     |     |     |     |     |     |     |     |     |     |     |     |     |     |     |     |
| Brighton & Hove Albion  |     |     |     |     | —   |     |     |     |     | 1–1 |     |     |     |     |     |     |     |     |     |     |
| Burnley                 |     |     |     |     |     | —   |     |     |     |     |     |     |     |     |     |     |     |     |     |     |
| Chelsea                 |     |     |     |     |     |     | —   | 0–0 |     |     |     |     |     |     |     |     |     |     |     |     |
| Crystal Palace          |     |     |     |     |     |     |     | —   |     |     |     |     |     |     |     |     |     |     |     |     |
| Everton                 |     |     |     |     |     |     |     |     | —   |     |     |     |     |     |     |     |     |     |     |     |
| Fulham                  |     |     |     |     |     |     |     |     |     | —   |     |     |     |     |     |     |     |     |     |     |
| Leeds United            |     |     |     |     |     |     |     |     | 1–0 |     | —   |     |     |     |     |     |     |     |     |     |
| Liverpool               |     |     | 4–2 |     |     |     |     |     |     |     |     | —   |     |     |     |     |     |     |     |     |
| Manchester City         |     |     |     |     |     |     |     |     |     |     |     |     | —   |     |     |     |     |     |     |     |
| Manchester United       | 0–1 |     |     |     |     |     |     |     |     |     |     |     |     | —   |     |     |     |     |     |     |
| Newcastle United        |     |     |     |     |     |     |     |     |     |     |     |     |     |     | —   |     |     |     |     |     |
| Nottingham Forest       |     |     |     | 3–1 |     |     |     |     |     |     |     |     |     |     |     | —   |     |     |     |     |
| Sunderland              |     |     |     |     |     |     |     |     |     |     |     |     |     |     |     |     | —   |     | 3–0 |     |
| Tottenham Hotspur       |     |     |     |     |     | 3–0 |     |     |     |     |     |     |     |     |     |     |     | —   |     |     |
| West Ham United         |     |     |     |     |     |     |     |     |     |     |     |     |     |     |     |     |     |     | —   |     |
| Wolverhampton Wanderers |     |     |     |     |     |     |     |     |     |     |     |     | 0–4 |     |     |     |     |     |     | —   |